# Al-Qadi Aqib ibn Mahmud ibn Umar
al-Aqib ibn Mahmud ibn Umar ibn Muhammad Aqit, né vers 1507 et morts en 1583, est un cadi berbère Sanhaja (juge suprême) de Tombouctou et imam de la mosquée Sankoré.

## Biographie
al-Aqib ibn Mahmud est né en 1507/1508 dans la famille berbère Sanhaja Aqit. Il étudie auprès de son père et de son oncle, puis est allé faire le hajj, et poursuit son enseignement auprès d'al-Nasir al-Laqani, qui l'a certifié pour enseigner un certain nombre de livres. Ahmad Baba, qui est son cousin éloigné, a étudié sous sa direction et a obtenu un ijaza. En 1565, al-Aqib succède à son frère, Qāḍī Muḥammad, comme cadi de Tombouctou.
En 1569, il commence la reconstruction de la mosquée Sidi Yahya, puis en 1570 la rénovation de la mosquée Djinguereber, suivie de la mosquée souk en 1577/1578. Il reconstruit l'année suivante la mosquée de Sankoré, pour laquelle il adopte précisément la Qibla.
Il meurt le 10 août 1583 et est remplacé comme cadi par son frère Abu Hafs Umar.